# Departament Techniki MSW
Departament Techniki MSW – jednostka organizacyjna Ministerstwa Spraw Wewnętrznych Polskiej Rzeczypospolitej Ludowej zajmująca się wspomaganiem działalności organów bezpieczeństwa państwa i porządku publicznego w zakresie techniki operacyjnej. Pod tą nazwą komórka funkcjonowała w latach 1971–1990 (jako samodzielny pion powstała w 1945 r., przechodząc później szereg reorganizacji).

## Historia zmian strukturalnych

### Technika operacyjna w MBP i KdsBP
Początki jednostki operacyjno-technicznej w Ministerstwie Bezpieczeństwa Publicznego sięgają pierwszych miesięcy 1945 r., gdy zorganizowany został Departament II MBP oraz wydziały II wojewódzkich urzędów bezpieczeństwa publicznego odpowiedzialne za szeroko pojęte operacyjne zabezpieczenie działań Urzędu Bezpieczeństwa. Formalne utworzenie pionu II nastąpiło 1 kwietnia 1945 r., na zakres jego zadań składały się: zaopatrzenie techniczne, technika specjalna, kartoteki, ewidencja, fotografika, ekspertyzy, szyfry, łączność i radiokontrwywiad, a od 1948 r. także perlustracja korespondencji.
W latach 50. w Departamencie II MBP dokonano szeregu przekształceń polegających na wyłączeniu z niego niektórych spraw i utworzeniu kolejnych samodzielnych komórek. W ten sposób zgodnie z rozkazem organizacyjnym nr 042 ministra z 6 czerwca 1950 r. powołano Departament Łączności MBP (który przejął również sprawy radiokontrwywiadu) oraz Centralne Archiwum MBP, a na mocy rozkazu organizacyjnego nr 0131 ministra z 11 września 1952 r. działalność rozpoczęło Biuro „C” MBP (ds. szyfrów). Ponadto 15 czerwca 1954 r. po wydzieleniu jednostek laboratoryjnych Departamentu II MBP i Departamentu Łączności MBP utworzono Departament Techniki Operacyjnej MBP, który rozkazem organizacyjnym nr 0105 ministra z 17 listopada 1954 r. został przemianowany na Instytut Techniki Operacyjnej MBP.
Rozwiązanie MBP i powołanie Komitetu do Spraw Bezpieczeństwa Publicznego spowodowało kolejne zmiany strukturalne. Na podstawie rozkazu organizacyjnego nr 054 przewodniczącego komitetu z 18 marca 1955 r. w miejsce Departamentu II MBP i Instytutu Techniki Operacyjnej MBP utworzono Departament IX KdsBP i Instytut Techniki Operacyjnej KdsBP, dodatkowo część dotychczasowych struktur pionu II przekazano do innych jednostek (na bazie Wydziału I Departamentu II MBP ds. ewidencji operacyjnej zgodnie z rozkazem nr 019 z 11 marca 1955 r. powstał Departament X KdsBP, zaś Wydział III Departamentu II MBP ds. ochrony obiektów łączności rozkazem nr 07 z 10 marca 1955 r. włączono do nowo utworzonego Departamentu IV KdsBP). Do Departamentu IX KdsBP powrócił radiokontrwywiad, przy jednostce działało również Biuro „W” (ds. perlustracji korespondencji) usamodzielnione wraz z początkiem 1956 r. (na mocy rozkazu nr 0159 z 7 grudnia 1955 r.). W terenie za sprawy techniki operacyjnej odpowiadały wydziały IX WUdsBP.

### Biuro „T” MSW i Zakład Techniki Specjalnej MSW
Po zniesieniu KdsBP i przekazaniu jego struktur (jako Służba Bezpieczeństwa) do Ministerstwa Spraw Wewnętrznych miejsce Departamentu IX KdsBP i Instytutu Techniki Operacyjnej KdsBP zajęło Biuro „T” MSW utworzone zarządzeniem nr 00238 ministra z 29 listopada 1956 r. (w skład biura wchodził również Instytut Techniki Operacyjnej, który w połowie 1958 r. przekształcony został w jeden z wydziałów). Wojewódzkimi ekspozyturami nowej jednostki stały się wydziały „T” w komendach wojewódzkich Milicji Obywatelskiej, odpowiednie struktury utworzono również na szczeblu powiatowym. Do zadań pionu „T” należały: instalacja podsłuchu telefonicznego oraz podsłuchu i podglądu w pomieszczeniach (biuro posiadało własne warsztaty do produkcji sprzętu), dokumentacja fotograficzna i filmowa, tajne przeszukania, legalizacja operacyjna (wyrób dokumentów do celów operacyjnych) oraz radiokontrwywiad (1 grudnia 1961 r. przekazany do Departamentu II MSW).
W następnym okresie Biuro „T” MSW stopniowo rozrastało się i w latach 60. stanowiło jedną z najbardziej rozbudowanych jednostek Służby Bezpieczeństwa liczącą dziewięć wydziałów. Na podstawie zarządzenia organizacyjnego nr 0168 ministra z 23 grudnia 1965 r. na bazie ostatniego z nich (odpowiadającego za konstrukcje sprzętu operacyjnego) utworzony został samodzielny Zakład Techniki Specjalnej MSW w charakterze instytutu badawczego wspomagającego pracę operacyjno-techniczną. W jego skład wchodziły następujące jednostki: Kierownictwo, Samodzielna Sekcja Chemii, Sekretariat Ogólny, Referat Finansowy oraz wydziały: I (koordynacji), II (elektroniki), III (techniki cyfrowej), IV (mechaniczny), V (mechaniki precyzyjnej).

### Ośrodek / Biuro Informatyki MSW
Pod koniec lat 60. w Zakładzie Techniki Specjalnej MSW zapoczątkowano działalność zmierzającą do pełnej informatyzacji resortu. W tym celu 15 stycznia 1969 r. przy ZTS utworzony został Ośrodek Elektronicznego Przetwarzania Informacji z zastępcą dyrektora zakładu na czele. W jego strukturze znajdowały się: Wydział Techniki, Wydział Systemów i Programowania, Wydział Planowania i Koordynacji oraz Sekcja Ogólna. W ośrodku podjęto m.in. pierwsze prace związane z wprowadzeniem Powszechnego Elektronicznego Systemu Ewidencji Ludności (wyodrębnionego w pierwszej połowie lat 70. jako samodzielny pion MSW).
15 maja 1971 r. Ośrodek Elektronicznego Przetwarzania Informacji przekształcono w Ośrodek Informatyki MSW (formalnie utworzony zarządzeniem organizacyjnym nr 047 ministra z 28 maja 1971 r.), zaś 6 marca 1973 r. (na mocy zarządzenia organizacyjnego nr 024 ministra z tego samego dnia) w jego miejsce powołano Biuro Informatyki MSW. 1 kwietnia 1980 r. (zgodnie z zarządzeniem organizacyjnym nr 016 ministra z 31 marca 1980 r.) struktury biura zostały włączone w skład Biura „C” MSW (ds. ewidencji i archiwum) jako jego wydziały IX–XI.

### Departament Techniki MSW
Na podstawie zarządzenia organizacyjnego nr 051 ministra z 15 czerwca 1971 r. nastąpiło ponowne połączenie Biura „T” MSW i Zakładu Techniki Specjalnej MSW. Tak zreorganizowana struktura otrzymała nazwę Departament Techniki MSW. Powodem zlikwidowania odrębności zakładu było niekorzystne rozproszenie sił i środków pionu techniki operacyjnej, z czym wiązało się również wykrycie nadużyć finansowych przy zakupie zagranicznego sprzętu elektronicznego. W ramach nowej jednostki ZTS przekształcono w Zakład Konstrukcji Sprzętu Operacyjnego, część jego zadań przejęły również inne piony resortu („A”, „B” i „W”). Na początku 1972 r. w miejsce zakładu utworzono w departamencie wydziały IX–XI.
W pierwszej połowie lat 80. ostatecznie ukształtowała się struktura Departamentu Techniki MSW, który tworzyły następujące wydziały:
- Wydział I (podsłuch telefoniczny)
- Wydział II (podsłuch pokojowy obiektów krajowych)
- Wydział III (podsłuch pokojowy obiektów dyplomatycznych)
- Wydział IV (przeszukania, podgląd i fotografia operacyjna)
- Wydział V (legalizacja krajowa i zagraniczna)
- Wydział VI (technika ogólna)
- Wydział VII (instalacja podsłuchu pokojowego)
- Wydział VIII (opracowania i konstrukcje)
- Wydział IX (montaż sprzętu specjalnego)
- Wydział X (produkcja mechaniczna)
- Wydział XI (zabezpieczenie operacyjno-techniczne)
- Wydział XII (koordynacja naukowo-techniczna)
- Wydział XIII (sprawy ogólne i finansowe)
- Wydział XIV (Wydział „T” KS MO / SUSW w Warszawie)
- Wydział Inspekcji i Analiz

W latach 1981–1990 Departament Techniki MSW znalazł się w składzie Służby Zabezpieczenia Operacyjnego. Na czas od wprowadzenia do zawieszenia stanu wojennego część funkcjonariuszy pionu „T” oddelegowano do pracy w Głównym Urzędzie Cenzury MSW i wojewódzkich urzędach cenzury KW MO, gdzie realizowali oni zadania związane z kontrolą rozmów telefonicznych i korespondencji telekomunikacyjnej. Od połowy 1982 r. w 23 mniejszych województwach (w Białej Podlaskiej, Chełmie, Ciechanowie, Gorzowie Wielkopolskim, Jeleniej Górze, Koninie, Krośnie, Lesznie, Łomży, Nowym Sączu, Ostrołęce, Pile, Piotrkowie Trybunalskim, Siedlcach, Sieradzu, Skierniewicach, Słupsku, Suwałkach, Tarnobrzegu, Tarnowie, Wałbrzychu, Włocławku i Zamościu) w miejsce wydziałów „T” utworzono sekcje „T” wydziałów zabezpieczenia operacyjnego KW MO (od sierpnia 1983 r. WUSW).
Departament Techniki MSW funkcjonował do 31 lipca 1990 r. Po rozwiązaniu Służby Bezpieczeństwa jego zadania rozdzielono pomiędzy Biuro Techniki Operacyjnej Komendy Głównej Policji i Biuro Techniki Urzędu Ochrony Państwa.

## Kierownictwo
Dyrektorzy Departamentu II MBP / Departamentu IX KdsBP / Biura „T” MSW / Departamentu Techniki MSW:
- płk Jan Śnigir (p.o.) (1 kwietnia 1945 r. – 31 marca 1947 r.)
- płk Leon Rubinsztein (p.o.) (1 kwietnia 1947 r. – 9 grudnia 1949 r.)
- płk Leon Rubinsztein (10 grudnia 1949 r. – 13 stycznia 1951 r.)
- ppłk Michał Taboryski (p.o.) (11 stycznia 1951 r. – 31 maja 1956 r.)
- płk Karol Więckowski (1 czerwca 1956 r. – 9 października 1957 r.)
- ppłk/płk Stanisław Kończewicz (10 października 1957 r. – 14 lutego 1965 r.)
- płk Stanisław Łyszkowski (15 lutego 1965 r. – 14 listopada 1978 r.)
- płk/gen. bryg. Stefan Stochaj (20 grudnia 1978 r. – 1 kwietnia 1983 r.)
- płk Andrzej Kalinowski (15 kwietnia 1983 r. – 20 marca 1989 r.)
- płk Leonard Kubiak (1 lipca 1989 r. – 31 lipca 1990 r.)

Dyrektor Departamentu / Instytutu Techniki Operacyjnej MBP / KdsBP:
- ppłk Walenty Czysler (15 czerwca 1954 r. – 10 sierpnia 1955 r.)

Dyrektor Zakładu Techniki Specjalnej MSW:
- płk Robert Pieczyski (1 stycznia 1966 r. – 15 czerwca 1971 r.)

Dyrektor Ośrodka / Biura Informatyki MSW:
- płk Antoni Bossowski (15 maja 1971 r. – 31 marca 1980 r.)